# 네이트 로빈슨

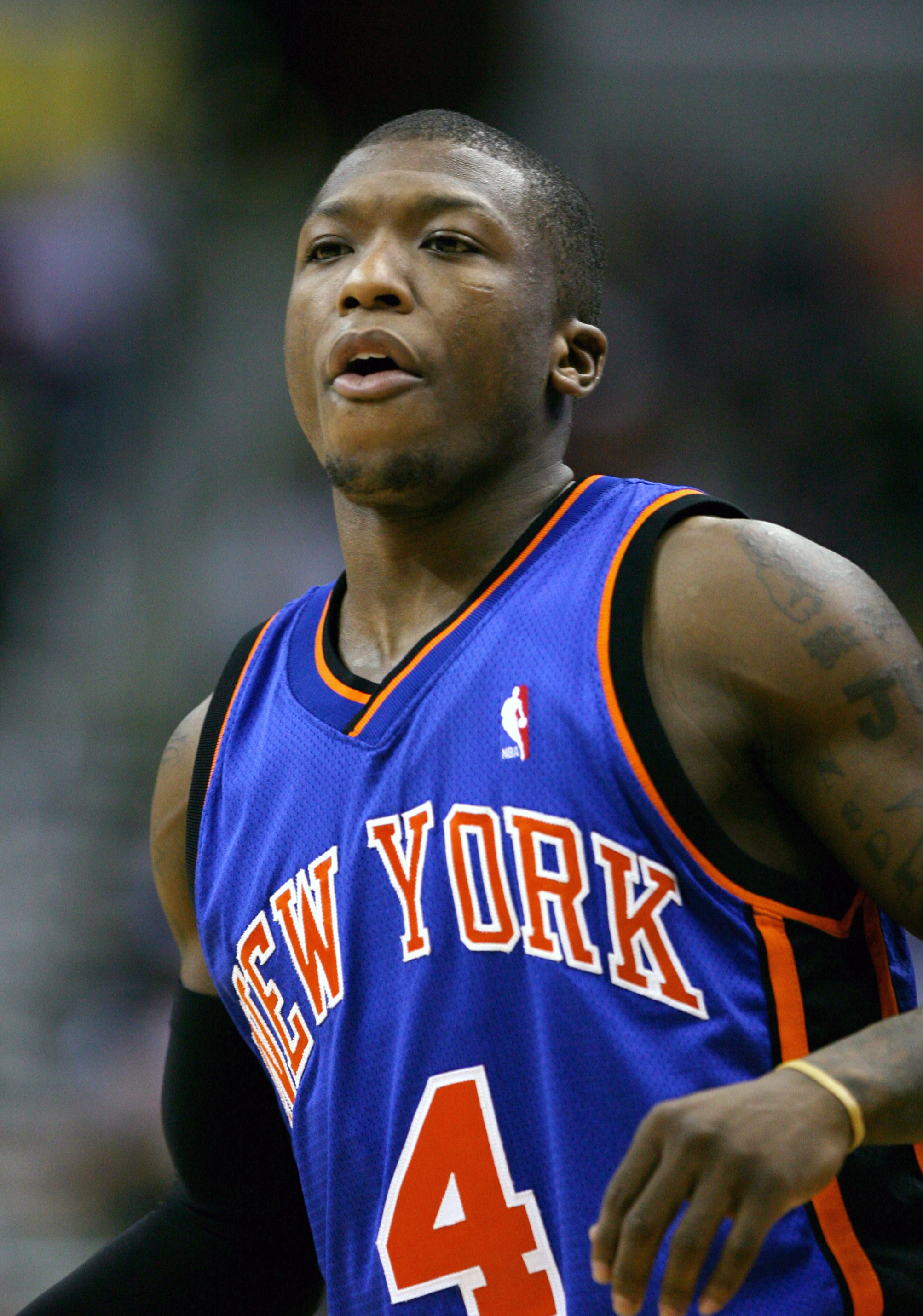
2007년 뉴욕 닉스에서 뛰고 있는 로빈슨

네이트 로빈슨(Nate Robinson, 본명: 나다니엘 코넬리우스 로빈슨, Nathaniel Cornelius Robinson, 1984년 5월 31일 ~ )은 미국의 전직 프로 농구 선수이자 프로 복싱 선수이다. 시애틀에서 태어난 로빈슨은 시애틀에 있는 워싱턴 대학에서 대학 농구를 했으며 2005년 NBA 드래프트에서 21순위로 지명되었다. 5피트 9인치(1.75m)의 포인트 가드는 NBA에서 뉴욕 닉스, 보스턴 셀틱스, 오클라호마 시티 썬더, 골든 스테이트 워리어스, 시카고 불스, 덴버 너기츠, 로스앤젤레스 클리퍼스, 뉴올리언스 펠리컨스에서 활약했다. 로빈슨은 2010년 NBA 최초의 3회 슬램덩크 챔피언이 되었다.

## 고등학교 경력
로빈슨은 고등학교 첫 3년을 시애틀의 레이니어 비치 고등학교에서 보낸 후 캘리포니아주 유니언 시티로 이주하여 2000년부터 2001년까지 제임스 로건 고등학교에서 뛰었다. 그 후 그는 2001-02년 시니어 시즌을 위해 Rainier Beach로 돌아왔다. 레이니어 비치에서 로빈슨은 농구, 축구 및 육상 분야에서 탁월했다. 농구 팀을 28-1 기록으로 이끌었고 팀 동료 테렌스 윌리엄스와 쌍둥이 로드릭(Rodrick) 및 로드릭 스튜어트(Lodrick Stewart)와 함께 선배로서 AAA 주 챔피언십에서 우승했다. 2001-02년 경기당 평균 17.9득점, 7리바운드, 7어시스트, 3도루를 기록했으며 워싱턴에서 올해의 AAA 주립 선수로 선정되었다. 레이니어 비치는 USA 투데이로부터 전국 순위 7위를 차지하기도 했다.
2001년 9월 10일, 레이니어 비치는 로빈슨의 등번호 2번 저지를 영구결번으로 지정했다.

## 대학 경력
로빈슨은 원래 축구 장학금으로 워싱턴에 등록했지만 2학년부터 농구에 집중하기로 결정했다. 그는 2002년에 13개의 축구 경기를 모두 뛰었고 선 볼을 포함하여 허스키 축구 팀의 코너백으로 마지막 6개의 경기를 시작했다. 그는 2번의 패스를 가로채고 34번의 태클을 성공시켰다.
2002-03년 워싱턴에서 열린 신입생 농구 시즌에 로빈슨은 CollegeInsider.com의 20인 전국 신입생 팀에 이름을 올렸을 뿐만 아니라 All-Pac-10 신입생 팀 영예도 얻었다. 그는 경기당 평균 득점 13.0점으로 팀을 이끌었고, 이는 Pac-10 선수 중 17위를 차지했다. 또한 그의 300점은 UW 신입생 중 공동 4위를 기록했다.
2학년 시즌에 로빈슨은 팀을 이끌고 경기당 13.2득점으로 Pac-10 득점자 중 13위를 차지한 후 All-Pac-10 1군에 이름을 올렸다.
주니어 시즌에 로빈슨은 워싱턴을 NCAA 토너먼트의 스윗 식스틴으로 이끈 후 NABC All-NCAA District 14 첫 번째 팀, NABC All-America 세 번째 팀, Pac-10 All-Tournament 팀 및 All-Pac-10 첫 번째 팀에 지명되었다.
2005년 4월, 로빈슨은 대학 자격 마지막 해를 포기하고 NBA 드래프트를 선언했다.